# Barbarea arabica
Barbarea arabica är en korsblommig växtart som beskrevs av Josef Velenovský. Barbarea arabica ingår i släktet gyllnar, och familjen korsblommiga växter. Inga underarter finns listade i Catalogue of Life.